# Igreja de São João Degolado (Terrugem)
A Igreja de São João Degolado localiza-se na Terrugem, na atual freguesia de São João das Lampas e Terrugem, no Município de Sintra, distrito de Lisboa.

## História
A Igreja de São João Degolado, na Terrugem, tem origem no século XV, altura em que a povoação se terá instituído como sede de paróquia. 
Apesar das múltiplas alterações ocorridas ao longo dos séculos seguintes, é ainda possível verificar as partes mais antigas de religiosidade e devoção de estilo manuelino que datam do século XVI, durante o reinado de D. Manuel. Esta época é caracterizada como o reinado de ouro para as artes e para as letras, assistindo-se ao incremento de muitas obras de modernização em antigas igrejas tanto urbanas como rurais.
A torre sineira e o alpendre, certamente anexados no último quartel do século do século XVIII, inserem o templo na tradicional arquitectura religiosa da região saloia.
Em meados do século XX, a Direcção-Geral dos Edifícios e Monumentos Nacionais procedeu ao restauro integral da igreja. Este processo teve uma duração de dez anos, com intervenções principalmente a nível estrutural, devido à degradação do telhado da nave e o alpendre.

## Características
Arquitectura
- ExteriorVista lateral com ênfase no alpendre

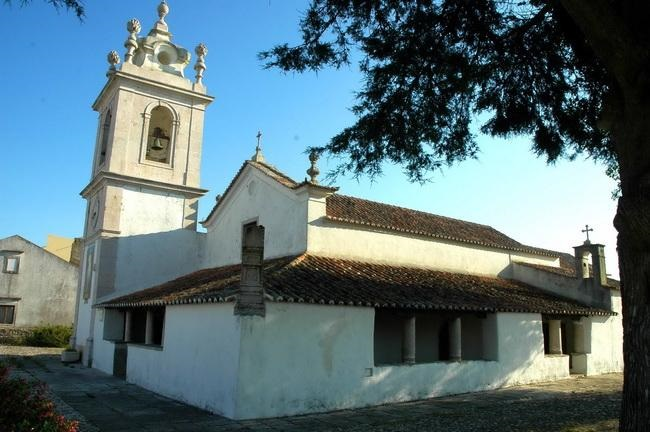
Vista lateral com ênfase no alpendre

A igreja apresenta uma planta longitudinal composta por uma única nave rectangular. Antecedendo à entrada para o templo, existe um alpendre rústico que é uma característica comum com outras igrejas da região. Este espaço apresenta-se desde a metade da fachada lateral direita até à frontal, finalizando na torre sineira. Os vãos colunados, de forma simples, assentam no muro e suportam o telhado de uma água. 
No lado esquerdo da fachada principal, existe uma torre sineira de volumetria quadrangular do século XVIII, originalmente de dois andares, com arcos sineiros de volta perfeita, que é rematado por quatro fogaréus e uma cúpula vazada por olhos de boi. Em 1807 na face ocidental da torre foi criado um relógio de Sol em pedra de grandes dimensões.
- Interior Vista da a nave da Igreja

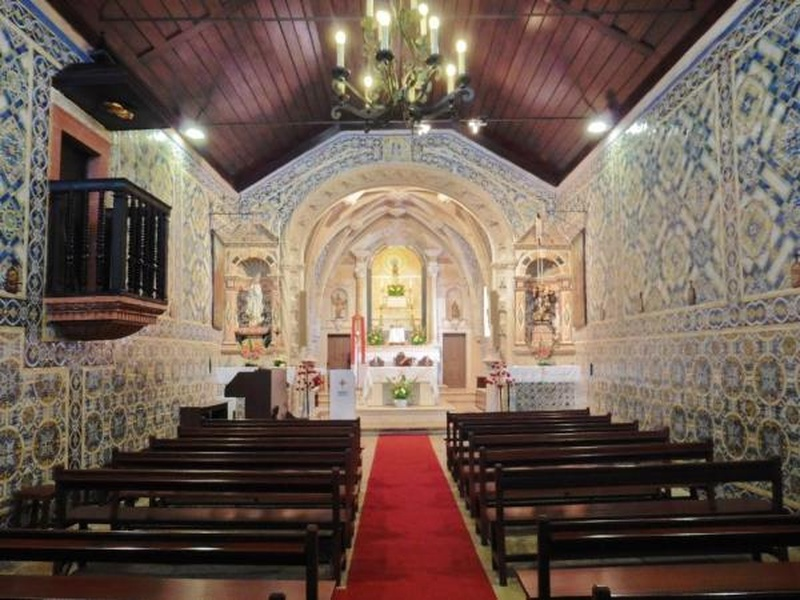
Vista da a nave da Igreja

No interior, destacamos a nave com coro-alto revestida de azulejos de padrão, datado de 1681. No lado esquerdo, encontra-se uma porta de entrada para a capela baptismal, de arco de volta perfeita com duas colunas simples. Ao entrarmos nesse espaço podemos observar uma pia baptismal central e um painel de azulejos policromados que representa o Baptismo de Cristo. Nesta mesma parede lateral encontra-se o púlpito, com base de mármore quadrada.
Como divisão da nave com a capela-mor observa-se um arco triunfal de volta perfeita do século XVI. Criado por arquivoltas, que assentam em capitéis vegetalistas de bases multifacetadas e intradorso com flores quadrifoliadas. Nessa mesma parede onde se situa o arco, podemos observar dois nichos laterais com frontão triangular e um painel azulejar policromado, com a figura da Nossa Senhora da Conceição.   
A Capela-mor, de secção rectangular retrata o período manuelino. A cobertura é em abóbada polinervurada de dois tramos assente lateralmente em mísulas e dotada de chaves decoradas com vários medalhões de símbolos vegetalistas e carrancas. As paredes deste espaço são revestidas em azulejos padrão. O altar, datado de 1824 é feito em mármore e possuiu o orago da igreja representado por uma escultura policromada.